# Мартін Вальєнт
Мартін Вальєнт (словац. Martin Valjent; нар. 11 грудня 1995, Дубниця-над-Вагом) — словацький футболіст, захисник клубу «Мальорка» і збірної Словаччини.

## Клубна кар'єра
Вальєнт — вихованець клубу «Дубниця». 2012 року він дебютував у чемпіонаті Словаччини за основний склад. Влітку 2013 року Вальєнт перейшов до італійської «Тернани». 28 вересня в матчі проти «Варезе» він дебютував в італійській Серії B. 2015 року в поєдинку проти «Кальярі» Мартін забив свій гол за «Тернану». Влітку 2017 року Вальєнт перейшов до «К'єво», але залишився в оренді ще на сезон у «Тернані». Влітку 2019 року Мартін на правах оренди перейшов до іспанської «Мальорки». 31 серпня в матчі проти «Алькоркона» він дебютував у Сегунді. За підсумками сезону Вальєнт допоміг команді вийти до еліти, а клуб викупив трансфер гравця на 1,5 млн. євро. 17 серпня 2019 року в матчі проти «Ейбара» він дебютував в Ла-Лізі.

## Виступи за збірні
2017 року в складі молодіжної збірної Словаччини Вальєнт взяв участь у молодіжному чемпіонаті Європи в Польщі. На турнірі він зіграв у матчах проти команд Польщі та Англії. У поєдинку проти поляків Мартін забив гол.
4 червня 2018 року в товариському матчі проти збірної Марокко Вальєнт дебютував за збірну Словаччини.

## Статистика виступів

### Статистика клубних виступів
Станом на 4 вересня 2020 року
| Сезон                | Команда              | Чемпіонат            | Чемпіонат | Чемпіонат | Національний кубок | Національний кубок | Національний кубок | Континентальні кубки | Континентальні кубки | Континентальні кубки | Інші змагання | Інші змагання | Інші змагання | Усього | Усього |
| Сезон                | Команда              | Ліга                 | Ігор      | Голів     | Ліга               | Ігор               | Голів              | Ліга                 | Ігор                 | Голів                | Ліга          | Ігор          | Голів         | Ігор   | Голів  |
| -------------------- | -------------------- | -------------------- | --------- | --------- | ------------------ | ------------------ | ------------------ | -------------------- | -------------------- | -------------------- | ------------- | ------------- | ------------- | ------ | ------ |
| 2012–13              | «Дубниця»            | 2Л                   | 14        | 2         | КС                 | 3                  | 1                  | -                    | -                    | -                    | -             | -             | -             | 17     | 3      |
| 2013–14              | «Тернана»            | B                    | 6         | 0         | КІ                 | 0                  | 0                  | -                    | -                    | -                    | -             | -             | -             | 6      | 0      |
| 2014–15              | «Тернана»            | B                    | 35        | 1         | КІ                 | 2                  | 0                  | -                    | -                    | -                    | -             | -             | -             | 37     | 1      |
| 2015–16              | «Тернана»            | B                    | 25        | 2         | КІ                 | 2                  | 0                  | -                    | -                    | -                    | -             | -             | -             | 27     | 2      |
| 2016–17              | «Тернана»            | B                    | 33        | 0         | КІ                 | 2                  | 0                  | -                    | -                    | -                    | -             | -             | -             | 35     | 0      |
| 2017–18              | «Тернана»            | B                    | 38        | 3         | КІ                 | 1                  | 0                  | -                    | -                    | -                    | -             | -             | -             | 39     | 3      |
| Усього за «Тернану»  | Усього за «Тернану»  | Усього за «Тернану»  | 137       | 6         |                    | 7                  | 0                  |                      | -                    | -                    |               | -             | -             | 144    | 6      |
| 2018–19              | «Мальорка»           | СД                   | 29+4      | 0         | КІ                 | 2                  | 0                  | -                    | -                    | -                    | -             | -             | -             | 35     | 0      |
| 2019–20              | «Мальорка»           | ПД                   | 36        | 0         | КІ                 | 0                  | 0                  | -                    | -                    | -                    | -             | -             | -             | 13     | 0      |
| Усього за «Мальорку» | Усього за «Мальорку» | Усього за «Мальорку» | 65+4      | 0         |                    | 2                  | 0                  |                      | -                    | -                    |               | -             | -             | 48     | 0      |
| Усього за кар'єру    | Усього за кар'єру    | Усього за кар'єру    | 222       | 8         |                    | 12                 | 1                  |                      | -                    | -                    |               | -             | -             | 234    | 9      |

### Статистика виступів за збірну
Станом на 13 червня 2022 року
| Дата       | Місто      | Господарі   | Результат               | Гості      | Турнір                               | Голи | Примітки |
| ---------- | ---------- | ----------- | ----------------------- | ---------- | ------------------------------------ | ---- | -------- |
| 4-6-2018   | Женева     | Словаччина  | 1 – 2                   | Марокко    | товариський матч                     | -    | 79'      |
| 6-9-2019   | Братислава | Словаччина  | 0 – 4                   | Хорватія   | Відбір до ЧЄ 2020                    | -    |          |
| 13-10-2019 | Братислава | Словаччина  | 1 – 1                   | Парагвай   | товариський матч                     | -    |          |
| 4-9-2020   | Братислава | Словаччина  | 1 – 3                   | Чехія      | Ліга націй УЄФА 2020-2021 - 1-й етап | -    | 32'      |
| 7-9-2020   | Нетанья    | Ізраїль     | 1 – 1                   | Словаччина | Ліга націй УЄФА 2020-2021 - 1-й етап | -    |          |
| 8-10-2020  | Братислава | Словаччина  | 0 – 0 д.ч. (4 – 2 п.п.) | Ірландія   | Відбір до ЧЄ 2020                    | -    |          |
| 11-10-2020 | Глазго     | Шотландія   | 1 – 0                   | Словаччина | Ліга націй УЄФА 2020-2021 - 1-й етап | -    |          |
| 14-10-2020 | Трнава     | Словаччина  | 2 – 3                   | Ізраїль    | Ліга націй УЄФА 2020-2021 - 1-й етап | -    |          |
| 27-3-2021  | Трнава     | Словаччина  | 2 – 2                   | Мальта     | Відбір до ЧС 2022                    | -    |          |
| 25-3-2022  | Осло       | Норвегія    | 2 – 0                   | Словаччина | товариський матч                     | -    |          |
| 6-6-2022   | Трнава     | Словаччина  | 0 – 1                   | Казахстан  | Ліга націй УЄФА 2022-2023 - 1-й етап | -    | 43'      |
| 10-6-2022  | Мардакан   | Азербайджан | 0 – 1                   | Словаччина | Ліга націй УЄФА 2022-2023 - 1-й етап | -    |          |
| 13-6-2022  | Астана     | Казахстан   | 2 – 1                   | Словаччина | Ліга націй УЄФА 2022-2023 - 1-й етап | -    |          |
| Усього     |            | Матчів      | 13                      |            | Голів                                | 0    |          |